# Ferdinand I van Bragança
Ferdinand I van Bragança (1403 - Vila Viçosa, 1 april 1478) was van 1461 tot aan zijn dood de tweede hertog van Bragança. Hij behoorde tot het huis Bragança.

## Levensloop
Ferdinand was de tweede zoon van hertog Alfons I van Bragança uit diens huwelijk met Beatriz Pereira de Alvim. In 1422 kreeg hij van zijn grootvader Nuno Alvares Pereira de titel van graaf van Arraiolos toegewezen.
In 1432 werd hij bij koning Johan I van Portugal geroepen om hem advies te geven over een project, gepromoot door zijn zoon Hendrik de Zeevaarder, om een veroveringscampagne tegen het Merinidische sultanaat in Marokko te lanceren. Ferdinand kantte zich tegen het project. Toen dit plan in 1436 tijdens de regering van koning Eduard opnieuw opdook, herhaalde Ferdinand zijn bezwaren. Niettemin benoemde de koning hem, ondanks zijn tegenstand, totconstable van de edelen die deelnamen aan de expeditie van 1437 om Tanger te veroveren. Hoewel de expeditie werd geleid door zijn broer Hendrik de Zeevaarder, voelde Eduard dat de militaire expertise van Ferdinand noodzakelijk was om de onervarenheid van zijn broer te compenseren. De poging om Tanger te veroveren mislukte en het Portugese expeditieleger werd gedwongen om zich over te geven aan Marokkaanse hulptroepen. In ruil voor de toelating om het grondgebied veilig te kunnen verlaten, ging Hendrik de Zeevaarder akkoord om Ceuta terug te geven aan de Meriniden. Als garantie voor dit verdrag leverde Hendrik zijn broer Ferdinand de Zalige uit aan de Marokkanen.
Terug in Portugal leidde Ferdinand de oppositie tegen dit verdrag. Op de Cortes van Leiria, die begin 1438 werd samengeroepen door koning Eduard, ging hij op de vloer zitten en riep hij de aanwezige edelen op om de overgave van Ceuta aan de Meriniden tegen te houden. Ferdinand verklaarde dat het verdrag onder dwang was getekend en dus ongeldig was. Hij wist de edelen effectief te overtuigen om de ratificatie te verwerpen, waarna ze de koning lieten weten dat hij andere oplossingen moest zoeken om zijn broer Ferdinand vrij te krijgen. Van 1445 tot 1450 was hij gouverneur van Ceuta.
Op 25 mei 1455 verkreeg hij van koning Alfons V van Portugal per decreet de titel van markgraaf van Vila Viçosa. Drie jaar later, in 1458, nam hij samen met zijn zonen deel aan de expeditie die de Marokkaanse stad Ksar es-Seghir veroverde. Nadat zijn broer Alfons in 1460 zonder wettige nakomelingen stierf, werd Ferdinand eveneens graaf van Ourém en de erfgenaam van zijn vader. Toen die laatste in 1461 overleed, werd hij hertog van Bragança en graaf van Barcelos, Neiva en Faria. Vervolgens vestigde hij zijn residentie in het redelijk primitieve kasteel van Vila Viçosa.
In 1471, toen Alfons V op expeditie naar Noord-Afrika trok om Asilah te veroveren, werd Ferdinand aangesteld tot regent van Portugal. Hij overleed in april 1478 op ongeveer 75-jarige leeftijd.

## Huwelijk en nakomelingen
Op 28 december 1429 huwde hij met Joana de Castro (1410-1479), vrouwe van Cadaval. Ze kregen negen kinderen:
- Ferdinand II (1430-1483), hertog van Bragança
- Johan (1430-1484), markgraaf van Montemor-o-Novo
- Alfons (1435-?), graaf van Faro
- Álvaro (1440-1504), heer van Ferreira
- Anton, overleden bij de geboorte
- Isabella, overleden bij de geboorte
- Beatrix (1440-?), huwde met Pedro de Meneses, markgraaf van Vila Real
- Guiomar (1450-?), huwde met Henrique de Meneses, graaf van Viana do Alentejo
- Catharina, overleden bij de geboorte